# 彼得·霍尔
彼得·霍尔（挪威語：Petter Hol，1883年3月9日—1981年6月22日），挪威男子体操运动员。他曾获得1908年夏季奥运会男子团体全能银牌、1912年夏季奥运会男子团体瑞典体操铜牌和1920年夏季奥运会男子团体自由全能银牌。